# Çalıkuşu
Çalıkuşou é uma série de televisão turca de 2013, produzida por Tims Productions e emitida por Kanal D. Está protagonizada pelos actores turcos Burak Özçivit e Fahriye Evcen. É uma adaptação do livro homónimo do escritor turco Reşat Nuri Güntekin, publicado em 1922 y tem sido vendida a vários países como Israel, Irão, Sérvia, Bulgária, Rússia, Ucrânia e Kazajistán.

## Trama
Feride (Fahriye Evcen), uma garota órfã que fica baixo a protecção de seus tios desde muito pequena, entre sua inocência e alegria se encontra que o mundo não é sempre tão inocente como ela. Nunca imagina que terminará apaixonando da pessoa com a que compartilhou suas aventuras de menina, sua primo Kamran Burak Özçivit), um respeitado médico que é o orgulho da família. Um amor inocente mas ao mesmo tempo formoso.

## Elenco de atores
- Burak Özçivit como Kamran.
- Fahriye Evcen como Feride.
- Mehmet Özgür como Seyfettin.
- Elif İskender como Besime.
- Ebru Helvacıouğlu como Necmiye.
- Deniz Celiloğlu como Selim.
- Begüm Kütük Jáşaroğlu como Neriman.
- Güneş Hayat como Gülmisal Kalfa.
- Hülya Gülşem como Dilber Kalfa.
- Elif Sümbül Sert como Nuriye.
- Alptekin Serdengeçti como Levent.
- Aslı İçözü como Sra. Aleksi
- Pınar Çağlar Gençtürk como Münevver.

## Projecção Internacional
| País        | Canal        | Emissão                |
| ----------- | ------------ | ---------------------- |
| Bulgária    | Diema Family | 17 de dezembro de 2015 |
| Sérvia      | Prva TV      | 25 de janeiro de 2016  |
| Ucrânia     | Канал Бігуді | 24 de outubro de 2016  |
| Uzbequistão | Milli TV     | 18 de setembro de 2018 |

## Prêmios
| Ano  | Prêmios                                      | Categoria                       | Nominado      | Resultado |
| ---- | -------------------------------------------- | ------------------------------- | ------------- | --------- |
| 2014 | 12º Prêmios YTÜ Estrelas do Ano              | Actor de televisão mais querido | Burak Özçivit | Venceu    |
| 2014 | 14º Magazinci.com Internet Média (melhores)  | Melhor actor de televisão       | Burak Özçivit | Venceu    |
| 2014 | 4º Prêmios Elle Style                        | Actor de estilo Elle do ano     | Burak Özçivit | Venceu    |
| 2014 | Prêmios talvez da Universidade Haliç em 2014 | Melhor actor                    | Burak Özçivit | Venceu    |